# Арагац (район Апарана)
Арага́ц (вірм. Արագած) — село в марзі Арагацотн, у центрі Вірменії.

## Географія
Розташоване за 14 км на південь від Апарана і за 25 км на північ від Аштарака, на захід від траси Єреван — Апаран, на березі річки Гєхарот. На півночі від села розташоване село Цахкашен, на сході Шенаван, на півдні Варденут, а на заході від села розташована гора Арагац, від якої село і отримало свою назву.
Будинки кам'яні. В околицях села збереглися руїни урартського сторожового поста і поселення. Сільська церква Сурб Аствацацін побудована з чорного каменю в кінці XIX століття.

## Історія
У середні віки село було центром писемності. 10 жовтня 1948 р. село отримало нинішню назву.

## Населення
| Рік  | Чисельність | Чисельність |
| ---- | ----------- | ----------- |
| 1873 | 1095        | [ 1 ]       |
| 1922 | 1535        | [ 1 ]       |
| 1959 | 1519        | [ 1 ]       |

| Рік  | Чисельність | Чисельність |
| ---- | ----------- | ----------- |
| 1970 | 2103        | [ 1 ]       |
| 1979 | 2251        | [ 1 ]       |
| 2001 | 3040        | [ 1 ]       |

| Рік  | Чисельність | Чисельність |
| ---- | ----------- | ----------- |
| 2004 | 3100        | [ 1 ]       |
| 2008 | 3730        | [ 2 ]       |
| 2011 | 2773        | [ 3 ]       |

| Рік  | Чисельність | Чисельність |
| ---- | ----------- | ----------- |
| 1873 | 1095        | [ 1 ]       |
| 1922 | 1535        | [ 1 ]       |
| 1959 | 1519        | [ 1 ]       |

| Рік  | Чисельність | Чисельність |
| ---- | ----------- | ----------- |
| 1970 | 2103        | [ 1 ]       |
| 1979 | 2251        | [ 1 ]       |
| 2001 | 3040        | [ 1 ]       |

| Рік  | Чисельність | Чисельність |
| ---- | ----------- | ----------- |
| 2004 | 3100        | [ 1 ]       |
| 2008 | 3730        | [ 2 ]       |
| 2011 | 2773        | [ 3 ]       |

Населення села — вірмени, в основному, нащадки переселившихся в 1829-1830 роках з околиць Алашкерта, Сасуна і Муша вірмен. Місцеві мешканці займаються картоплярством та тваринництвом.
У селі народилися гусан Ашхуйж і оповідач народних казок Нікогос Петросян (Петой Ніко).